# G292.0+1.8

G292.0+1.8 в рентгеновском диапазоне. Снимок космического телескопа Чандра.

G292.0+1.8 (SNR G292.0+01.8) — остаток сверхновой, вспыхнувшей в созвездии Центавра, с пульсаром в центре, окружённом расширяющимся звёздным веществом. Объект находится на расстоянии около 20 000 световых лет от нас.

## Физические характеристики
Взрыв сверхновой G1.9+0.3 можно было наблюдать на Земле около 1600 лет назад. В данный момент объект представляет собой туманность размером 36 световых лет в поперечнике, богатой дважды ионизированным кислородом (OIII). Это один из трёх известных на данный момент остатков сверхновых с богатым содержанием этого элемента. В спектре обнаружены также неон, кремний, сера и магний. Это представляет большой интерес для науки, поскольку подобные туманности являются прекрасным источником образования планет со сложной атомарной структурой. Благодаря данным, полученным с орбитального телескопа Чандра, астрономы определили скорость и характер распространения материала, выброшенного сверхновой. Оказалось, что взрыв был несимметричным, из-за чего пульсар J1124-5916, оставшийся после коллапса, был смещён в сторону от эпицентра. Благодаря наблюдениям орбитального телескопа Чандра астрономы зафиксировали источник жёсткого рентгеновского излучения, им и оказался вращающийся с огромной скоростью вокруг своей оси пульсар.

Предположительно здесь находится пульсар J1124-5916. Снимок космического телескопа Чандра.

Структура туманности довольно необычная: был обнаружен газовый пояс, пересекающий весь объект по экватору. Учёные объясняют это тем, что звезда перед коллапсом интенсивно выбрасывала своё вещество в области экватора, чему пока не найдено объяснений.

## Изображения
Гал.долгота 292.093° 

Гал.широта +1.721° 

Расстояние 15 - 20 тыс. св. лет